# Pseudotrimezia tenuissima
Pseudotrimezia tenuissima là một loài thực vật có hoa trong họ Diên vĩ. Loài này được Ravenna miêu tả khoa học đầu tiên năm 1969.